# Parasomatium ishaqi
Parasomatium ishaqi ist eine Art der Spulwürmer und einziger Vertreter der Gattung Parasomatium. Sie ist ein Parasit im Darm der Tropfenkröte (Rhaebo guttatus) in Pakistan.

## Merkmale
Die Vertreter der Gattung sind Würmer mittlerer Dicke, ohne Lateralflügel und mit glatter Kutikula. Die Lippen sind undeutlich, Kopfpapillen fehlen. Eine Mundhöhle ist nicht ausgebildet, der Ösophagus hat einen hinteren Bulbus. Der Schwanz der Männchen ist bauchwärts gekrümmt und hat ein spitzes Ende. Vor der Kloake liegen elf Papillenpaare. Die Spicula sind gleich groß, geflügelt und kräftig, ein Gubernaculum fehlt. Bei Weibchen verjüngt sich abrupt zu einer Spitze. Die Vulva liegt im Bereich des Ösophagus. Sie sind amphildelphisch, haben also einen paarigen Genitalapparat. Die Eier sind bei Abgabe embryoniert.
Männchen von Parasomatium ishaqi sind 2,92 mm lang und 0,26 mm dick. Der Ösophagus ist 270 µm lang, der Bulbus ist 80 × 60 µm groß. Alle 11 Paare der Kaudalpapillen liegen vor der Kloake. Die Spicula sind 40 µm dick und 100 µm lang.
Weibchen von Parasomatium ishaqi sind 4,2 bis 4,9 mm lang und 0,44 bis 0,48 mm dick. Der Ösophagus ist 500 bis 580 µm lang. Die Vulva liegt vor der Körpermitte, 0,62 bis 0,69 mm hinter dem Vorderende. Der Anus liegt 180 bis 200 µm vor der Schwanzspitze. Die embryonierten Eier sind 100–80 × 58 µm groß.